# لانگون، ژیروند
لانگون، ژیروند (به فرانسوی: Langon) یک کمون در فرانسه است که در Canton of Langon واقع شده‌است.

## خصوصیات
لانگون ۱۳٫۷۱ کیلومترمربع مساحت و ۷٬۴۰۹ نفر جمعیت دارد و ۲۳ متر بالاتر از سطح دریا واقع شده‌است.

## خواهرخوانده
شهر پنتزبرگ خواهرخواندهٔ لانگون، ژیروند هست.